# Romániai Írószövetség

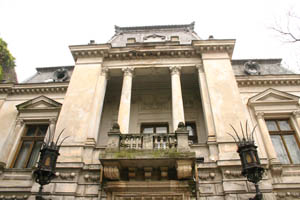
A Romániai Írószövetség (Monteoru-Catargi-ház)

A Romániai Írószövetség (románul: Uniunea Scriitorilor din România) 1949 márciusában alakult meg a Romániában élő hivatásos írók egyesületeként. Az Írószövetségnek 12 területi bizottsága működik, valamint egy fiókszervezete Moldovában.
A szövetség jelenlegi 2500 tagja között jelen vannak a romániai magyar irodalom jeles képviselői is. Az Írószövetség elődei az 1877-ben alapított Román Irodalmi Társaság és az 1908-ban alapított Román Írók Társasága.

## Az Írószövetség elnökei
- Zaharia Stancu (1949–1956)
- Mihail Sadoveanu (1956–1961)
- Mihai Beniuc (1962–1964)
- Demostene Botez (1964–1966)
- Zaharia Stancu (1966–1974)
- Virgil Teodorescu (1974–1978)
- George Macovescu (1978–1982)
- Dumitru Radu Popescu (1982–1990)
- Mircea Dinescu (1990–1996)
- Laurențiu Ulici (1996–2000)
- Eugen Uricaru (2000–2005)
- Nicolae Manolescu (2005–2024)

### Tiszteletbeli elnökök
- Mihail Sadoveanu (1949–1956)
- Tudor Arghezi (1962–1967)
- Victor Eftimiu – 1972
- Ștefan Augustin Doinaș – 1990

## Külső hivatkozások
- Romániai Írószövetség (románul)